# ルイ・ド・グラモン (第6代グラモン公爵)

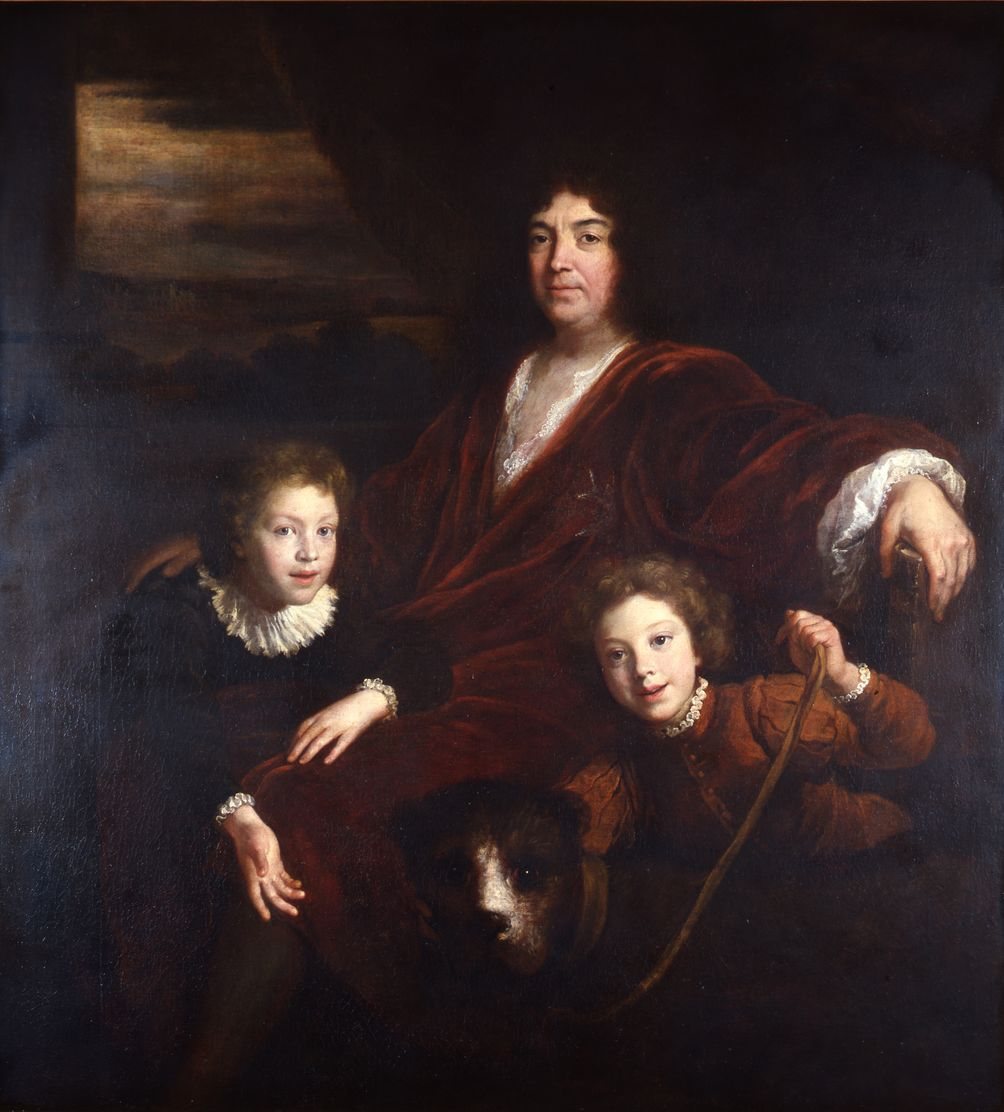
第6代グラモン公ルイと2人の息子、アントワーヌ7世とアントワーヌ＝アドリアン＝シャルル。

第6代グラモン公爵ルイ・ド・グラモン（フランス語: Louis de Gramont、1689年5月29日 - 1745年5月11日）は、フランス王国の軍人。オーストリア継承戦争でフランス軍を率い、戦死した。

## 生涯
フランス元帥アントワーヌ5世・ド・グラモンとマリー・クリスティーヌ・ド・ノアイユ（フランス元帥の第2代ノアイユ公爵の娘）の間の息子として生まれた。1720年、フランス元帥シャルル＝アルマン・ド・ゴントーの娘ジュヌヴィエーヴ・ド・ゴントー（Geneviève de Gontaut、1696年 - 1756年）と結婚、3人の子女をもうけた。
1741年に兄のアントワーヌ6世が亡くなると、グラモン公爵になった。
グラモン公はデッティンゲンの戦いでの役目が最も知られている。戦いの直前、グラモン公のおじのノアイユ公爵が巧妙な行軍でイギリスとオーストリアを罠に追い込み、フランス砲兵がマイン川の対岸から安全に砲撃できる場所で包囲した。グラモン公は封鎖軍2万3千を率いて同盟軍の突破を防ぐことを命令されたが、彼は命令に違反して全軍で攻撃、フランスの砲兵部隊が砲撃を停止せざるを得ない結果となった。さらに攻撃が撃退されるとフランス軍は逆に押し込まれ、グラモン公の軍は川に追いやられ、同盟軍はハーナウへと脱出した。
その後、フォントノワの戦いで再び同盟軍と戦い、戦死した。